# Jovem Pan FM Penápolis
A Jovem Pan FM Penápolis é uma estação de rádio brasileira do município de Penápolis, São Paulo. Opera na frequência FM 100,1 MHz e é afiliada à Jovem Pan FM.

## História
Foi criada em, 1990 sob o nome de Rádio Icatu. Pouco tempo depois, no ano de 2000, tornou-se afiliada à Rádio Bandeirantes, mudando seu nome fantasia para Rádio Bandeirantes Penápolis.
Nasceu com o sonho do empresário Celso Vianna Egreja, da então Usina Campestre de Penápolis, que já possuía um estúdio de gravação profissional e foi o fundador do Museu do Sol, considerado então um 'mecenas' das artes local. Era solicitada uma rádio FM, mas no final do governo Sarney foi concedida uma AM pelo governo federal.
Vendo que o empresário estava desanimado com a concessão da AM, o então assessor de imprensa, jornalista Leonardo Concon, tratou de iniciar os projetos, a partir da contratação de uma equipe especializada nesse tipo de montagem. Dado o sinal verde para a compra de equipamentos, antena, transmissor de 1000 W da Bandeirantes, Concon prosseguiu com a ideia de que, embora AM, seria uma emissora digital. O que foi feito.
Celso Egreja era sócio, porém minoritário, da então Rádio Difusora AM de Penápolis, e Leonardo entrou em ação para a compra das demais cotas, com os demais sócios, transferindo-as para Celso. A partir daí, os profissionais foram convidados a trabalhar na nova emissora e, também, Difusora, fundindo-as em um só prédio, antiga Galeria Sacotem, de Penápolis.
Leonardo Concon assumiu a chefia da Central Icatu-Difusora de Jornalismo, com um jornalismo pioneiro no interior paulista: viaturas com rádio móvel, teleponto ligado direto à Agência Estado, trazendo notícias o dia todo específicas para leitura no rádio, telex etc.
Em 2020, a 100.1 FM de Penápolis deixa de transmitir a Rádio Bandeirantes, e passa a operar de forma local, retornando com a afiliação em 2021. Em 2023, depois de 23 anos como afiliada da Rádio Bandeirantes e com duas fases (2020-2021, 2021-2023), a 100.1 FM deixa de transmitir definitivamente a emissora. Em 26 de junho, a rádio passa a se tornar afiliada da Jovem Pan FM, mudando seu nome para Jovem Pan FM Penápolis. A estreia da nova afiliada aconteceu às 12h00, durante a abertura do programa Pânico.